# John Hansen
John Angelo Valdemar Østergaard Hansen, mais conhecido como John Hansen, (Copenhague, 27 de Julho de 1924 — Copenhague, 12 de Janeiro de 1990) foi um futebolista dinamarquês.

## Carreira

### Seleção Dinamarquesa
Pela Seleção Dinamarquesa, Hansen disputou apenas oito partidas, mas marcando dez gols. Destaca-se a partida contra a Itália nas Olimpíadas de 1948, na qual marcou quatro dos cinco gols, em vitória que custou o emprego do técnico italiano, o lendário Vittorio Pozzo. 

### Passagem pela Itália
Foi esse jogo que fez Hansen ser conhecido pelos italianos; após as Olimpíadas, o dinamarquês foi primeiramente sondado pelos dirigentes do Torino, mas acabaria acertando com a rival Juventus. Sua decisão acabaria, de certa forma, salvando-lhe a vida: o Toro, que tinha o melhor time da Itália na época, perderia todo o seu grande elenco em um acidente aéreo, um ano depois.
Durante sua passagem pela Itália, principalmente, pela Juventus (jogaria também pela Lazio), Hansen teve grande rivalidade com outro nórdico, o sueco Gunnar Nordahl, disputando ano a ano a artilharia do campeonato italiano. Apesar de seu talento para marcar, Hansen conseguiu levar a melhor apenas em uma ocasião sobre Nordahl: em 1952, quando terminou com cinco tentos a mais.
Curiosamente, também haviam disputado a artilharia dos Jogos de 1948, onde acabaram empatados com sete gols cada, com um sabor melhor para Nordahl: Suécia e Dinamarca se enfrentaram nas semifinais, com vitória dos suecos, que conquistariam o ouro - os dinamarqueses receberiam o bronze, após baterem o Reino Unido (tendo Hansen marcado duas vezes na vitória por 5 a 3 na partida pelo terceiro lugar), no que foi o maior prêmio do futebol do país até o título da Eurocopa 1992.

### Carreira de Treinador
Hansen também foi treinador em duas oportunidades. A primeira, em 1956, quando treinou o Frem (clube que o revelou para o futebol e também onde encerrara a carreira), e a segunda em 1969, pela seleção da Dinamarca. Ambas as passagens foram muito curtas, durando menos de um ano, e não tendo nenhum destaque.

## Títulos
Frem
- Campeonato Dinamarquês: 1943–44

Juventus
- Campeonato Italiano: 1949–50, 1951–52

Dinamarca
- Bronze Olímpico: 1948

### Artilharias
- Campeonato Dinamarquês de 1947–48 (20 gols)
- Jogos Olímpicos de 1948 (7 gols)
- Serie A de 1951–52 (30 gols)